# Günter Fuhlisch
Günter Fuhlisch (* 1. August 1921 in Cottbus; † 4. September 2013 in Hamburg) war ein deutscher Bandleader und Posaunist des Jazz und der Unterhaltungsmusik.

## Leben
Fuhlisch erhielt im Alter von sieben Jahren Klavierunterricht und mit 16 seine erste Posaune. Später studierte er am Landeskonservatorium der Musik zu Leipzig Posaune, Klavier und Komposition. Nach dem Zweiten Weltkrieg spielte er in britischen Jazzclubs in Hamburg, wo der Bandleader Juan Llossas auf ihn aufmerksam wurde und ihn zum BFN-Orchester holte. Der Soldatensender British Forces Network übertrug die Konzerte des Orchesters täglich aus der Hamburger Musikhalle. Fuhlisch leitete zeitweise das Orchester und trat immer wieder mit Combos bei Veranstaltungen des Anglo-German Swing Club auf.

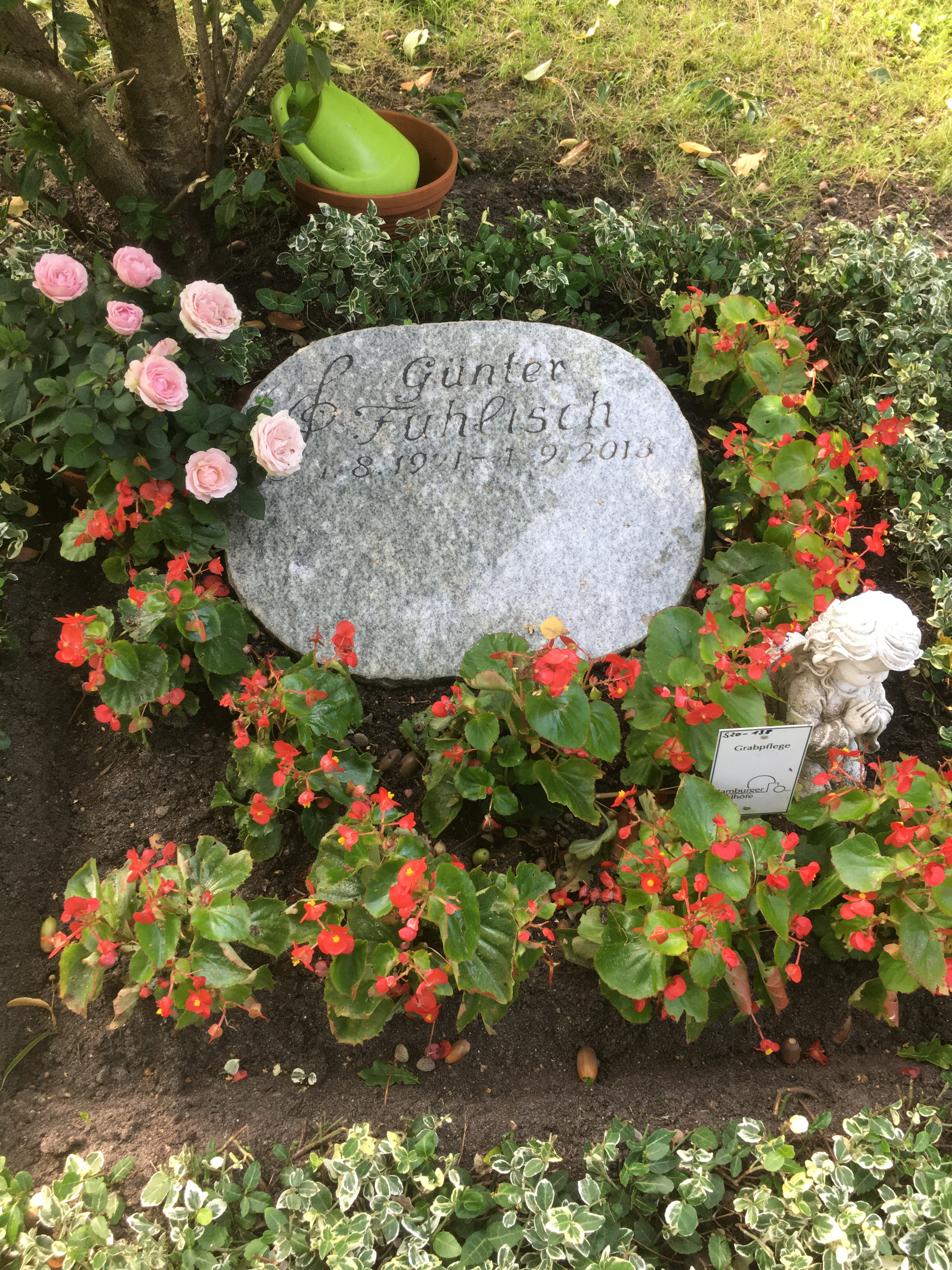
Grabstätte auf dem Friedhof Ohlsdorf

1950 wechselte Fuhlisch ins NWDR-Tanzorchester in Hamburg. Dort leitete er kleine Gruppen, insbesondere die Band „Günter Fuhlisch und seine Solisten“, mit der er große Erfolge verbuchen konnte. Sein Lied Der alte Seemann kann nachts nicht schlafen platzierte sich in der Version von Liselotte Malkowsky unter den ersten zehn der deutschen Hitparade des Jahres 1951. 1952 wirkte er im deutschen Revuefilm Tanzende Sterne mit. 1955 gehörte er zu den German All Stars, mit denen er auch aufnahm.
Günter Fuhlisch war 1953 bis 1978 für den NDR als Arrangeur, Komponist, Rundfunk- und Schallplattenproduzent tätig. Daneben arbeitete er für den Film. Von 1980 bis 1984 leitete er das Orchester der NDR-Hörfunksendung Hamburger Hafenkonzert. Fuhlisch spielte 1983 bis 2004 mit der Swingband Eine kleine Jazzmusik; 1998 gründete er ein Jazzquintett mit Ladi Geisler. Er ist auch auf Aufnahmen von Benny de Weille und Franz Thon zu hören.
2001 wurde Fuhlisch mit dem Louis-Armstrong-Gedächtnis-Preis und mit der Biermann-Ratjen-Medaille ausgezeichnet.
Er starb im September 2013 im Alter von 92 Jahren und wurde auf dem Friedhof Ohlsdorf beigesetzt. Die Grabstätte liegt südöstlich von Kapelle 2 im Planquadrat S 20.